# Liste von Söhnen und Töchtern der Stadt Ankara
Die Liste von Söhnen und Töchtern der Stadt Ankara enthält – ohne Anspruch auf Vollständigkeit – eine Übersicht im heutigen Ankara geborener Persönlichkeiten, aufgelistet in alphabetischer Reihenfolge.

## A
- Onur Acar (* 1983), Fußballspieler
- Ertan Adatepe (* 1938), Fußballspieler
- Artun Akçakın (* 1993), Fußballspieler
- Pıtırcık Akerman (* 1962), Schauspielerin und Balletttänzerin
- Ferman Akgül (* 1979), Sänger
- Filiz Akın (1943–2025), Schauspielerin
- Bülent Akıncı (* 1967), Filmregisseur und Drehbuchautor
- Levent Aktoprak (* 1959), Schriftsteller, Hörfunk- und Fernsehjournalist
- Engin Aktürk (* 1983), Fußballspieler
- Mazhar Alanson (* 1950), Popmusiker und Schauspieler
- Çağlayan Alpsatan (* 1993), Fußballspieler
- Saadet İkesus Altan (1916–2007), Opernsängerin und die erste weibliche Opernregisseurin der Türkei
- Eser Altın (* 1980), Fußballspieler
- Metin Altınay (* 1962), Fußballspieler und -trainer
- Batuhan Altıntaş (* 1996), Sprinter
- Mehmet Altıparmak (* 1969), Fußballspieler und -trainer
- Ahmet Altun (* 1958), Langstreckenläufer
- Garabed Amadouni (1900–1984), armenisch-katholischer Exarch
- Emre Aracı (* 1968), Musikhistoriker, Dirigent und Komponist
- Funda Arar (* 1975), Popsängerin
- Caner Arıcı (* 1986), Fußballspieler
- Naz Arıcı (* 1982), Eiskunstläuferin
- Emre Arolat (* 1963), Architekt
- Osman Arpacıoğlu (1947–2021), Fußballspieler
- Murat Arslan (* 1974), Richter
- Ahmet Aslan (* 2001), Fußballspieler
- Ercüment Aslan (* 1976), Boxer
- Erendiz Atasü (* 1947), Schriftstellerin
- Can Atilla (* 1969), Komponist und Musiker
- Koray Avcı (* 1990), Sänger
- Aynur Aydan (* 1946), Schauspielerin
- Metin Aydın (* 1993), Fußballspieler
- Soner Aydoğdu (* 1991), Fußballspieler
- Serkan Aykut (* 1975), Fußballspieler
- Behçet Aysan (1949–1993), Dichter
- Niyazi Aytekin (* 1964), Boxer

## B
- Ali Babacan (* 1967), Politiker und Minister der Türkei
- Almila Bağrıaçık (* 1990), in Deutschland lebende Schauspielerin
- Mustafa Bahadır (* 1969), Fußballspieler und -trainer
- Oğuzhan Bahadır (* 1979), Fußballtorhüter
- Ahmet Bahçıvan (* 1996), Fußballspieler
- Muhammed Bayır (* 1989), Fußballspieler
- Berkay (* 1981), Sänger
- Berksan (* 1979), Sänger
- Ali Eren Beşerler (* 1975), Fußballspieler und -trainer
- Anıl Bilgen (* 1989), Jazzmusiker
- Orhan Bingöl (* 1946), Klassischer Archäologe
- Tayfur Bingöl (* 1993), Fußballspieler
- Şükrü Birand (1944–2019), Fußballspieler
- İdil Biret (* 1941), Pianistin
- Rıdvan Bolatlı (1928–2022), Fußballspieler
- Jakub Bosagi (1808–1883), armenisch-katholischer Ordensgeistlicher, Generalabt der Mechitaristen von Wien
- Ali Bozer (1925–2020), Rechtswissenschaftler und Politiker
- Emrah Bozkurt (* 1980), Fußballspieler

## C
- Cem Can (* 1981), Fußballspieler
- Mustafa Ceceli (* 1980), Musiker
- Ebru Ceylan (* 1976), Drehbuchautorin, Fotografin, Szenenbildnerin und Schauspielerin
- André Couteaux (1930–1986), Schriftsteller

## Ç
- Mehmet Çakır (* 1984), Fußballspieler
- Ahmet Çalık (1994–2022), Fußballspieler
- Kemal Çanak (* 1991), Fußballspieler
- Can Çelebi (* 1990), Handballspieler
- Aykut Çeviker (* 1990), Fußballspieler
- Atabey Çiçek (* 1995), Fußballspieler
- Mehmet Cansın Çiçek (* 1992), Fußballspieler
- Tayfun Çorağan (* 1953), Schauspieler
- Şenol Çorlu (* 1961), Fußballspieler und -trainer

## D
- Tuğba Danışmaz (* 1999), Leichtathletin
- Beril Dedeoğlu (1961–2019), Politikerin
- Renan Demirkan (* 1955), Schriftstellerin und Schauspielerin
- Özcan Deniz (* 1972), Sänger und Schauspieler
- Cansu Dere (* 1980), Schauspielerin und Fotomodell
- Melissa Dilber (* 1997), Schauspielerin
- Rıza Doğan (1931–2004), Ringer
- Burcu Dogramaci (* 1971), Kunsthistorikerin

## E
- Ekrem Ekşioğlu (* 1978), Fußballspieler
- Fikri Elma (1934–1999), Fußballspieler
- Nazlı Eray (* 1945), Schriftstellerin
- Fatih Erbakan (* 1979), Ingenieur und Politiker
- Kâmil Erdem (* 1959), Jazz- und Weltmusiker
- Harun Erdenay (* 1968), Basketballfunktionär und -spieler
- Nurkan Erpulat (* 1974), Theaterregisseur und Autor
- Esra Ersen (* 1970), zeitgenössische Künstlerin
- Mustafa Ertan (1926–2005), Fußballspieler und -trainer
- İsa Ertürk (* 1955), Fußballspieler und -trainer
- Cahit Eruz (1944–2015), Fußballspieler
- Ezhel (* 1991), Rapper

## F
- Muvaffak Maffy Falay (1930–2022), Jazzmusiker
- Seren Fosforoğlu (* 1976), Schauspielerin und Regisseurin

## G
- Atilla Aybars Garhan (* 1991), Fußballspieler
- Durul Gence (1940–2021), Musiker
- Hasan Gerçeker (* 1946), Jurist und seit 2008 Präsident des Kassationshofs der Türkei
- Volkan Geyik (* 1991), Fußballspieler
- Deniz Gezmiş (1947–1972), Mitglied der türkischen 68er-Bewegung
- Melih Gökçek (* 1948), Politiker und seit 1994 Oberbürgermeister von Ankara
- Kutalmış Görkay (* 1967), Archäologe
- Hürriyet Gücer (* 1981), Fußballspieler
- Zümrüt Gülbay (* 1970), Juristin und Professorin für Wirtschaftsrecht
- Vural Güler (* 1971), Musiker
- Yusuf Emre Gültekin (* 1993), Fußballspieler
- Orhan Güner (* 1954), Film- und Theaterschauspieler
- Haluk Güngör (* 1970), Fußballspieler und -trainer
- Erman Güraçar (* 1974), Fußballspieler und -trainer
- Seden Gürel (* 1965), Sängerin
- Lilâ Gürmen (* 1966), Schauspielerin
- Erhan Güven (* 1982), Fußballspieler

## İ
- Kenan İmirzalıoğlu (* 1974), Schauspieler und Model
- Erdal İnönü (1926–2007), Physikprofessor, Ex-Außenminister der Türkei
- Ozan İpek (* 1986), Fußballspieler
- Galip İyitanır (* 1950), Regisseur

## K
- Hasan Kabze (* 1982), Fußballspieler
- Akgün Kaçmaz (1935–2023), Fußballspieler
- Tolunay Kafkas (* 1968), Fußballspieler
- Ercüment Kafkasyalı (* 1985), Fußballspieler
- Bülent Kalecikli (* 1989), Fußballspieler
- Birkan Kanber (* 1992), Fußballspieler
- Tuğçe Kandemir (* 1996), Sängerin
- Fulya Kantarcıoğlu (* 1948), Juristin und ordentliches Mitglied des türkischen Verfassungsgerichts
- Gülden Karaböcek (* 1953), Sängerin
- Özkan Karabulut (* 1991), Fußballspieler
- Burak Karaduman (* 1985), Fußballspieler
- Nil Karaibrahimgil (* 1976), Pop-Rocksängerin
- Doğa Kaya (* 1984), Fußballspieler
- Hayal Kaya (* 1988), Schauspielerin
- Kıvılcım Kaya (* 1992), Hammerwerferin
- Abdülkadir Kayalı (* 1991), Fußballspieler
- Mustafa Keçeli (* 1978), Fußballspieler
- Ergi Kırkın (* 1999), Tennisspieler
- Uraz Kıvaner (* 1979), Jazzmusiker
- Sanem Kleff (* 1955), Pädagogin
- Faruk Koca (* 1964), Politiker, Unternehmer und Sportfunktionär
- Fırat Kocaoğlu (* 1988), Fußballtorhüter
- Savaş Koç (* 1963), Fußballspieler
- Vehbi Koç (1901–1996), Geschäftsmann
- Pietro Kojunian (1857–1937), armenisch-katholischer Bischof
- Alev Korun (* 1969), Politikerin
- Ramazan Köse (* 1988), Fußballspieler
- Sibel Köse (* 1969), Jazzsängerin
- C. M. Kösemen (* 1984), Forscher, Künstler und Autor

## L
- Markus Linhart (* 1959), österreichischer Politiker und Bürgermeister der Landeshauptstadt Bregenz
- Michael Linhart (* 1958), österreichischer Diplomat, Botschafter der Republik Österreich in Frankreich

## M
- Hasan Mermer (* 1994), Volleyball- und Beachvolleyballspieler
- Sema Moritz (* 1956), Sängerin

## N
- Erhan Namlı (* 1974), Fußballspieler
- Barbara Nichtweiß (* 1960), deutsche römisch-katholische Theologin
- Muammer Nurlu (* 1961), Fußballspieler

## O
- Orhan Onar (1923–2009), Juristin und von 1986 bis 1988 Präsidentin des türkischen Verfassungsgerichts
- Erkan Oğur (* 1954), Musiker
- Bülent Ortaçgil (* 1950), Musiker

## Ö
- Vural Öger (* 1942), Unternehmer und Politiker
- Eser Özaltındere (* 1954), Fußballspieler und -trainer
- Ümit Özat (* 1976), Fußballspieler und -trainer
- Vahap Özbayer (* 1943), Fußballspieler und -trainer
- Gökhan Özen (* 1979), Popsänger
- Tülay Özer (* 1946), Sängerin
- Zerrin Özer (* 1957), Sängerin
- Tolga Özgen (* 1980), Fußballspieler
- Onur Özkaya (* 1980), Kontrabassist
- Erhan Öztepe (* 1967), Archäologe
- Okan Murat Öztürk (* 1967), Musiker

## P
- Kaya Peker (* 1980), Basketballspieler

## R
- Hakan Reçber (* 1999), Taekwondoin

## S
- Beren Saat (* 1984), Schauspielerin
- Burhan Sargın (1929–2023), Fußballspieler
- Fazıl Say (* 1970), Pianist und Komponist
- Ramazan Selçuk (* 1963), Politiker (SPD)
- Evrim Solmaz (* 1972), Theater-, Film- und Fernsehserienschauspielerin
- Halil Mete Soner (* um 1959), Mathematiker
- Joe Strummer (1952–2002), Punk-Musiker

## Ş
- Şehrazat (* 1952), Musikerin
- Faruk Şen (1948–2025), Leiter der Stiftung Zentrum für Türkeistudien
- Zafer Şenocak (* 1961), Schriftsteller
- Turgay Şeren (1932–2016), Fußballtorhüter, Fußballtrainer und -kommentator

## T
- Cansu Tanrıkulu (* 1991), Jazzsängerin
- Şevval İlayda Tarhan (* 2000), Sportschützin
- Zerrin Taşpınar (* 1947), Dichterin und Schriftstellerin
- Nurcan Taylan (* 1983), Gewichtheberin
- Şirin Tekeli (1944–2017), feministische Autorin und Aktivistin
- Kartal Tibet (1939–2021), Schauspieler, Regisseur und Drehbuchautor
- Tice (* 1985), Rapperin
- Ali Ertan Toprak (* 1969), 2. Vorsitzender der Alevitischen Gemeinde Deutschlands und Mitglied von Bündnis 90/Die Grünen
- Tülay Tuğcu (* 1942), Juristin
- İhsan Turnagöl (* 1957), Musiker
- Kürşad Tüzmen (* 1958), Politiker und Staatsminister

## U
- Yıldırım Uran (1955–2019), Fußballtrainer
- Binnaz Uslu (* 1985), Leichtathletin

## Ü
- Gökhan Ünal (* 1982), Fußballspieler
- Gizem Ünsal (* 1990), Schauspielerin
- Aykut Ünyazıcı (* 1936), Fußballspieler

## Y
- Harun Yahya (* 1956), Buchautor
- Atagün Yalçınkaya (* 1986), Boxer
- Bânu Yalkut-Breddermann (* 1951), deutsche Ethnologin türkischer Herkunft
- Müjdat Yalman (1949–2021), Fußballspieler und -trainer
- Aylin Yaman (* 1967), Ärztin, Gesundheitsmanagerin und Politikerin
- Ebru Yaşar (* 1977), Sängerin
- Meriç Yavuz (* 1965), Fußballspieler
- Dilan Yeşilgöz (* 1977), türkisch-niederländische Politikerin
- Ethem Yilmaz (* 1952), türkisch-deutscher Verleger von Sprachführern
- Selçuk Yula (1959–2013), Fußballspieler
- Tutku Burcu Yüzgenç (* 1999), Volleyballspielerin